# Юсиф Везир Чеменземінлі
Юсиф Везир (азерб. Yusif Vəzir, псевдонім — «Кар Халіфа», більше відомий під псевдонімом — «Чеменземінлі» (азерб. Çəmənzəminli); нар. 12 вересня 1887, Шуша, Шушинський повіт, Єлизаветпольська губернія, Російська імперія — пом. 3 січня 1943, ст. Сухобєзводноє, Горьківська область, Російська РФСР, СРСР) — дипломат Азербайджанської Демократичної Республіки, письменник, публіцист, драматург, історик, фольклорист і політичний діяч. Другий дипломатичний представник і перший посол Азербайджанської ДР в Українській Державі (за сумісництвом — посол в Кримській Народній Республіці та в Польській Республіці).

## Біографія
Юсиф Везир Чеменземінлі народився 12 вересня 1887 року в місті Шуші, що на той час входило до складу однойменного повіту Єлизаветпольської губернії Російської імперії. Його батько, Мешеді Мірбаба бек Везіров, досконало знав фарсі та турецьку мови, знав літературу (любив Фірдоусі й Фізулі), викладав мугам (традиційну азербайджанську музику) і за своє життя побував у багатьох країнах Сходу.
Отримавши початкову освіту в школі Моллі Мехта, взявши собі псевдонім «Кар Халіфа», продовжив навчання в російській школі міста Агдама. У 1896 році повернувся в Шушу і вступив до місцевого реального училища, яке серед середніх навчальних закладів Кавказу того часу вважалося одним з найкращих. У школі він більше уваги приділяв біографіям художників і скульпторів. Однак погано вчився математиці, через що залишився на другий рік. Ще з дитячих років він займався малюванням, спочатку він малював картини, а згодом став малювати суспільно-політичні карикатури. Навчаючись в училищі він написав російською мовою свій перший вірш «Скарга». Юсиф Везир показав кілька своїх віршів своєму вчителю російської мови Клему. Учитель, прочитавши вірші, порадив йому читати Антона Чехова. Сатиричні оповідання Чехова йому дуже сподобалися, в подальшому це вплинуло на становлення його як письменника коротких оповідань. Навчаючись в Шушинскому училищі він разом зі своїм двоюрідним братом Мир-Гасаном Везіровим (одним з 26-ти бакинських комісарів) видавав щомісячний гумористичний журнал російською мовою «Фокусник».

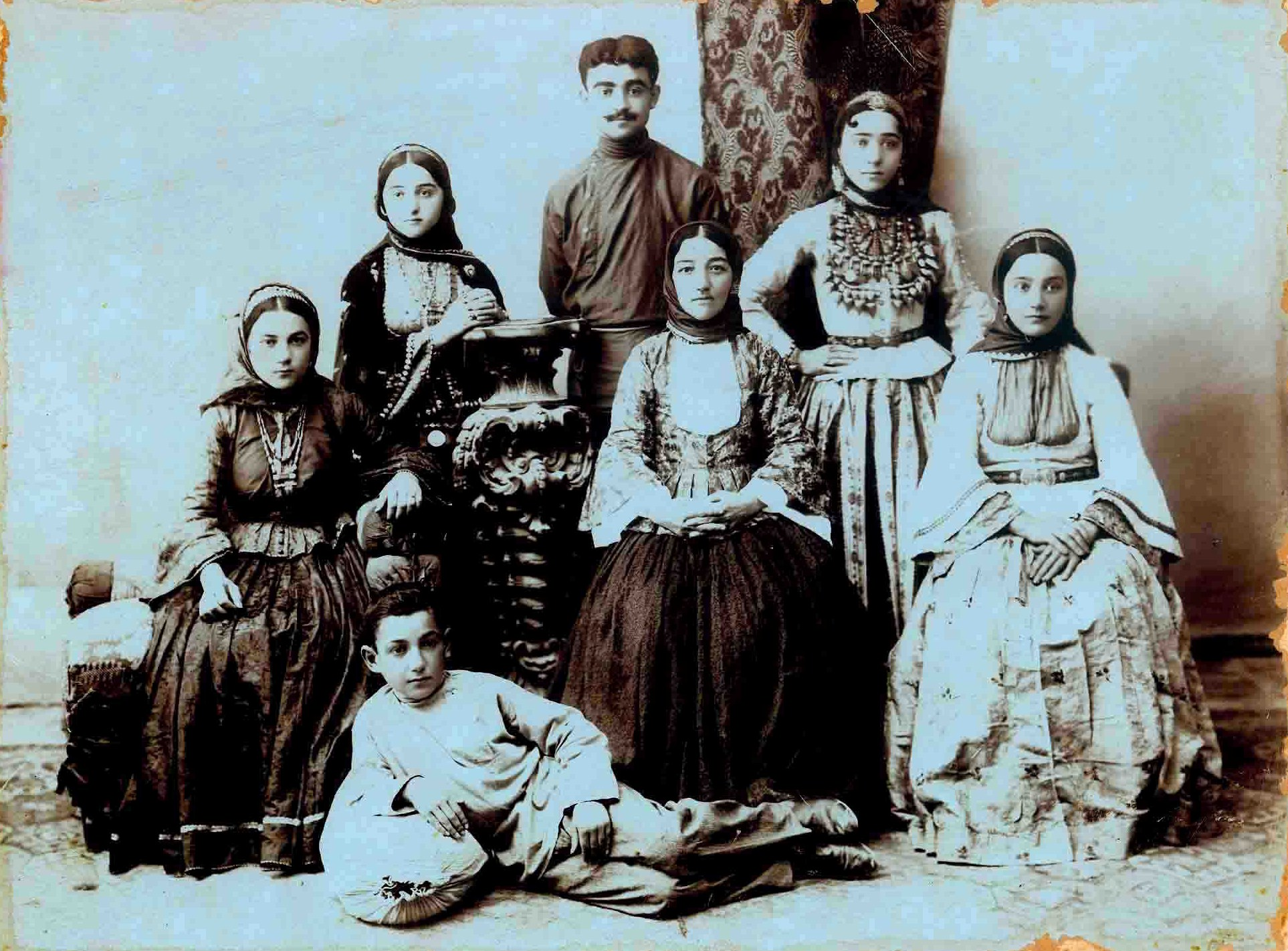
З родиною в Шуші. 1906 рік.

Після кривавих подій вірменсько-азербайджанської різанини 1905 року в Шуші, що виникла в результаті пропаганди вірменських дашнаків що підігрівалася Російською імперією, після довгої хвороби помер його батько і весь тягар з утримання сім'ї поляг на його плечі. Продавши майно батька в Агдамі, по поверненню в Шушу, Юсиф Везир захворів. Під час довгої хвороби їхній родині допомагали їхні сусіди — три брати з Південного Азербайджану, яким колись дав притулок батько Юсиф Везир Мешеді Мірбаба. Після 3-х місяців хвороби, одужавши, Юсиф дав обіцянку, що якщо в майбутньому він стане відомою людиною, то неодмінно візьме собі псевдонім «Чеменземінлі» на честь села своїх сусідів з Південного Азербайджану.
У 1907 році Чеменземінлі переїхав до Баку і поступив в Бакинське реальне училище. У 1911 році в газеті «Саду» і сатиричному журналі «Молла Насреддін» друкувалися його оповідання. Закінчивши у 1909 році училище він вирушив до Санкт-Петербурга. Там він написав своє відоме оповідання «Путівка в рай» і вірш, присвячений народному герою Дагестану, Шамілю.

### Київський період

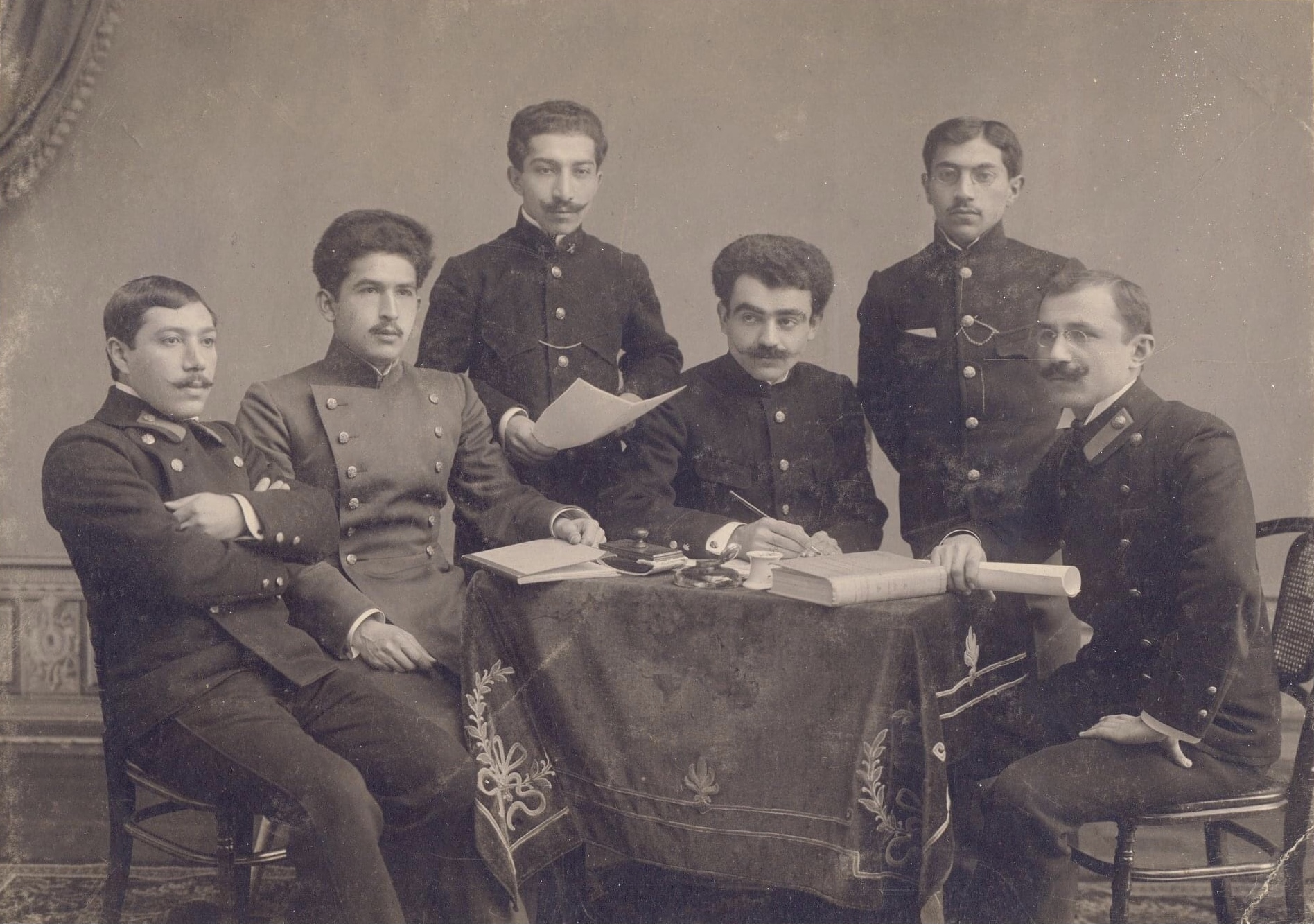
Серед студентів Київського університету. 1913 рік.

У 1910 році він вступив на юридичний факультет Імператорського університету Святого Володимира в Києві. За весь час навчання в університеті він не переривав зв'язку з батьківщиною. За ці роки Юсиф Везир не раз друкувався в газетах і журналах, що видаються в Азербайджані. Саме в цей період побачили світ такі його праці, як «Фактичне становище азербайджанської мусульманки», «Криваві сльози», «Мати й материнство». Пізніше були написані статті «Азербайджанська автономія», «Хто ми й чого хочемо?», «Історія литовських татар», «Наша зовнішня політика», «Проблеми нашої нації та культури» тощо.
У 1915 році через Першу світову війну царський уряд переніс Київський університет до Саратова. Закінчивши його, Юсиф Везир влаштувався на роботу суддею в Саратовську судову палату. Через нестачу коштів на харчування, він повернувся до Києва де, вступивши в організацію «Земство», поїхав на фронт. Під час лютневої революції Юсиф Везир перебував в Галичині. Події тих часів він описав у своїх романах «Студенти» та «В 1917-му році».

### Дипломатична діяльність

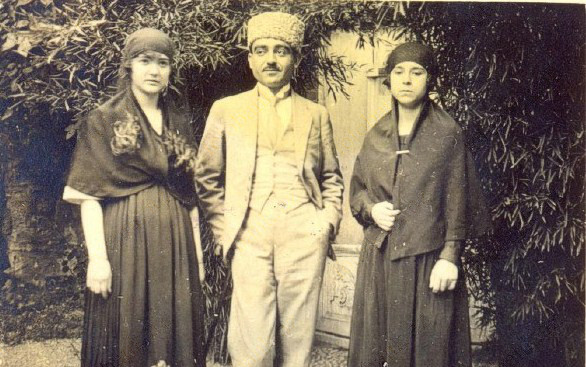
Стамбул 1921 рік

У 1917 році Юсиф Везир повернувся з до Києва. Після встановлення Української Народної Республіки, створив азербайджанське товариство та очолив його. 1 листопада 1918 року Юсиф Везир був призначений дипломатичним представником Азербайджанської Демократичної Республіки в Українській Державі.. Одночасно з січня 1919 року був дипломатичним представником Азербайджанської Демократичної Республіки в Кримській Народній Республіці та в Польській Республіці. Однак, через повалення влади в результаті антигетьманського повстання він не міг приїхати і розпочати свою роботу Крім державних, військових та економічних інтересів, метою дипломатичного представництва було ознайомити українську громадськість з Азербайджаном. Представництво організовувало вечори, друкує в газетах і журналах статті про історію, літературу, культуру, торгівлю та економіку Азербайджану.
У 1919 році обривається зв'язок з Азербайджаном. Юсиф Везир поїхав до Сімферополя, де він був змушений залишитися на кілька місяців. Влаштувався на роботу радником в Міністерстві юстиції. У кримській газеті «Міллі» друкується його стаття «Азербайджан і азербайджанці» і того ж року вийшла його книга «Литовські татари».
По поверненню на батьківщину він в газеті «Азербайджан» надрукував серію статей «Наша зовнішня політика», «Наші національні та культурні питання».
Через деякий час за пропозицією голови ради Міністрів Азербайджанської Демократичної Республіки (АДР) Насіб-бек Усуббекова він вирушає до Стамбула як азербайджанський посол. Займаючись в Стамбулі дипломатичними справами, він продовжував свою літературну діяльність, і в 1921 р. видає книги «Погляд на азербайджанську літературу» і «Азербайджан — історичний, географічний та економічний», які були повні науковими спостереженнями письменника.

### Паризький період
Після встановлення Радянської влади в Азербайджані Юсиф Везир оголошує про припинення своєї діяльності. Він їде в Париж до свого молодшого брата Мірабдулле, який навчався на факультеті дипломатії Паризького інституту політичних наук. Через неможливість роботи юристом у Франції він працював робітником на локомотивному та автомобільному заводах у місті Кліші недалеко від Парижа. Він також співпрацював з газетою «Паризькі новини», де друкував свої статті під заголовком «Східні листи». Після передчасної смерті молодшого брата, Юсиф Везир вирішує повернутися на батьківщину. Він пише листи представнику Рад у Парижі та голові Азербайджанської Радянської Республіки народному комісару Газанфар Мусабекову. Голова компартії Азербайджану Кіров зустрів з радістю бажання Юсиф Везир повернутися. І у 1926 році Юсиф Везир назавжди повертається з еміграції в радянський Азербайджан.

### Бакинський період
Повернувшись в Баку Юсиф Везир працює редактором художнього відділу у видавництві «Бакинський робітник», згодом у суспільно-культурному відділі Комітету з державного планування і одночасно займався викладанням. Спочатку викладав на факультеті сходознавства та педагогіки АМУ, а потім на факультетах азербайджанської та російської мови в Педагогічному, Медичному і Нафтовому інститутах. Одночасно Юсиф Везир був одним з редакторів «Російсько-Азербайджанського словника» за редакцією Рухуллі Ахундова. У 1930—1935 роках він видає свої романи «Дівоче джерело», «Студенти», «В 1917-му році», пише комічну п'єсу «Хазрат Шахріяр».

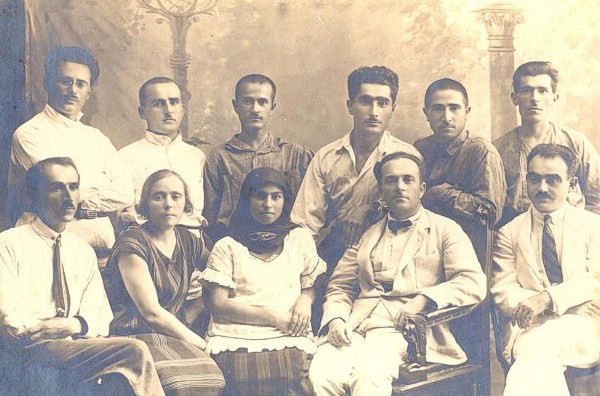
Серед студентів в Баку. 1926 рік.

Юсиф Везир переклав з російської на азербайджанську мову твори Л. Толстого, І. Тургенєва, А. Неверова, М. Гоголя, В. Лавренова, В. Гюго та ін. У 1937 році він закінчив свій історичний роман «Між двох вогнів», але видати роман він не встиг. Роман був надрукований зі скороченнями в журналі «Азербайджан» лише в 1960 р. під назвою «В крові». За 3-4 місяці до звільнення зі Спілки Письменників Азербайджану Юсиф Везир передав «Азерфільму» кіносценарій свого твору «Алтунсач». Незважаючи на те, що твір було схвалено керівництвом «Азерфільма» договір так і не був укладений, через критику його роману «Студенти».
У 1937 році Юсиф Везир був відсторонений від роботи. У 1940 році засуджений і відправлений до табору для ув'язнених в Горьківську область на станцію Сухобезводне, де і помер у 1943-му році.
Друкувався під псевдонімами, «Серс», «Чеменземінлі Алігулухан», «Зарасб», «Чеменземінлі Алі Хан», «Курбан Саїд».

## Творчість
- Студенти
- В 1917-м році
- Між двох вогнів («В крові»)
- Дівоче джерело[7]
- Алтунсач
- Путівка в рай
- Його високість їде в Париж
- Фактичне положення азербайджанської мусульманки
- Криваві сльози
- Хто ми і чого хочемо?
- Історія литовських татар
- Наша зовнішня політика
- Проблеми нашої нації і культури